# Béatrice de Savoie (1198-1267)
Pour les articles homonymes, voir Béatrix, Béatrix de Savoie et Béatrice de Savoie.

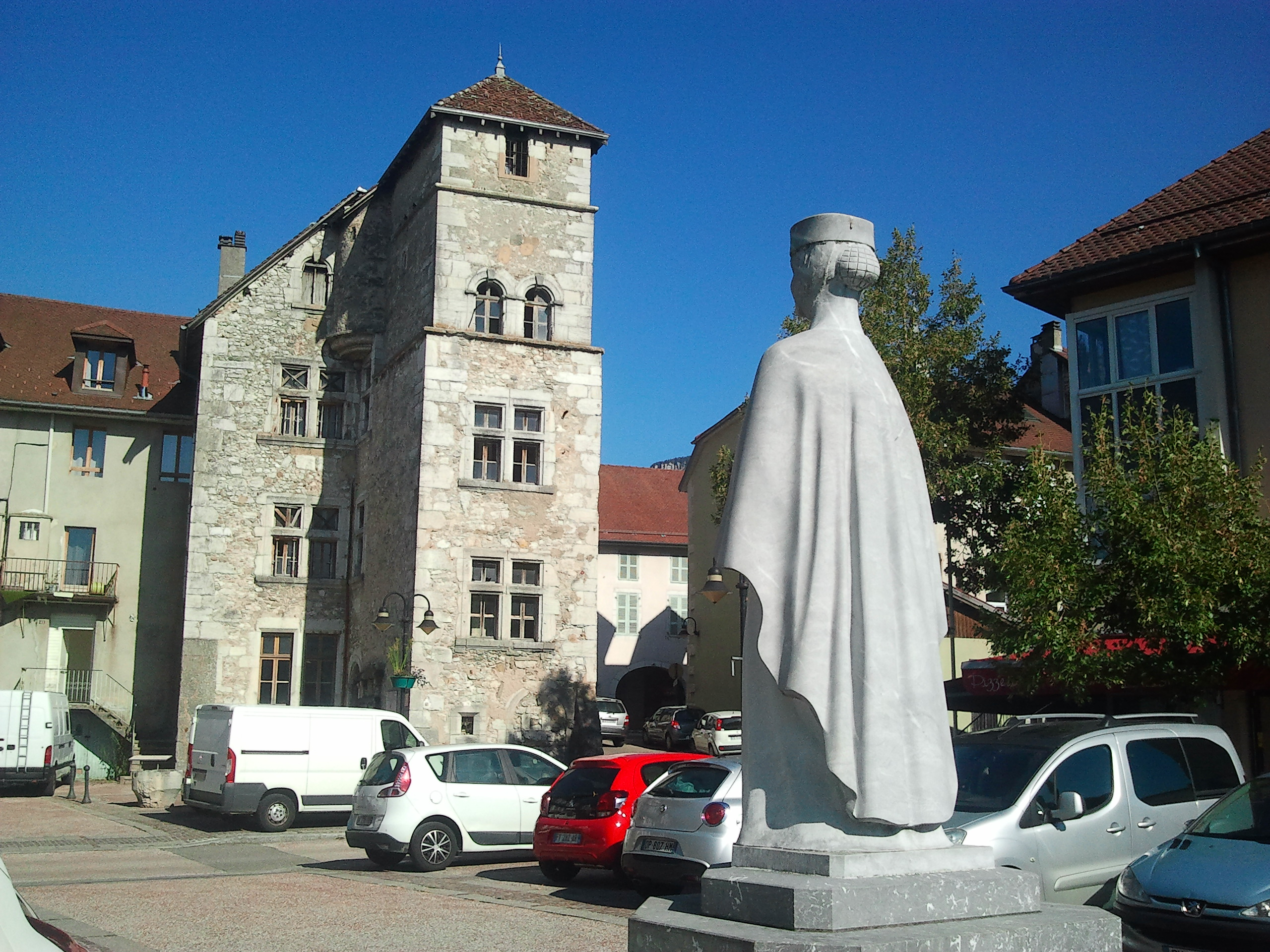
La statue de Béatrice de Savoie et l'ancienne commanderie aux Échelles.

Béatrice (ou Béatrix) de Savoie, née vers 1198 et morte entre 1265 et 1267, au château du Menuet (Les Échelles, commune de l'actuel département de la Savoie), est une princesse issue de la maison de Savoie, comtesse de Provence par mariage avec Raimond Bérenger IV.

## Biographie

### Origines
Béatrice ou Béatrix naît aux alentours de 1198, probablement au château du Menuet, situé aux Échelles. Elle est la fille du comte de Savoie Thomas Ier († 1233) et de son épouse Marguerite de Genève († 1257),. Elle reçoit une éducation de son rang, elle est dite bien instruite et accompagne régulièrement son père dans ses déplacements. Elle est décrite comme « belle et intelligente ». Elle est la sœur de trois comtes de Savoie, Amédée IV, Pierre II et Philippe Ier,.
Selon l'historien Bernard Demotz, la présence des comtes de Savoie en Provence fait l'objet d'une attention particulière. Ainsi, le comte Thomas Ier donne Béatrice en mariage le 5 juin 1219 à Raimond Bérenger IV, comte de Provence. Elle a 20 ans et son époux termine sa quatorzième année. Elle apporte en dot 2000 marcs d'argent. Avec le même objectif, en 1244, son frère Amédée IV de Savoie, devenu comte, épouse en secondes noces Cécile des Baux. Elle se rend à la cour de Provence en 1220.

### Comtesse de Provence
À la cour de Provence, en ce XIIIe siècle, la comtesse accueille de nombreux troubadours et leur accorde sa protection.
Ainsi par exemple, Elias de Barjols lui dédie ses chansons, dont Be(n) deu hom son bon senhor parmi d'autres,.

### Retour en Savoie

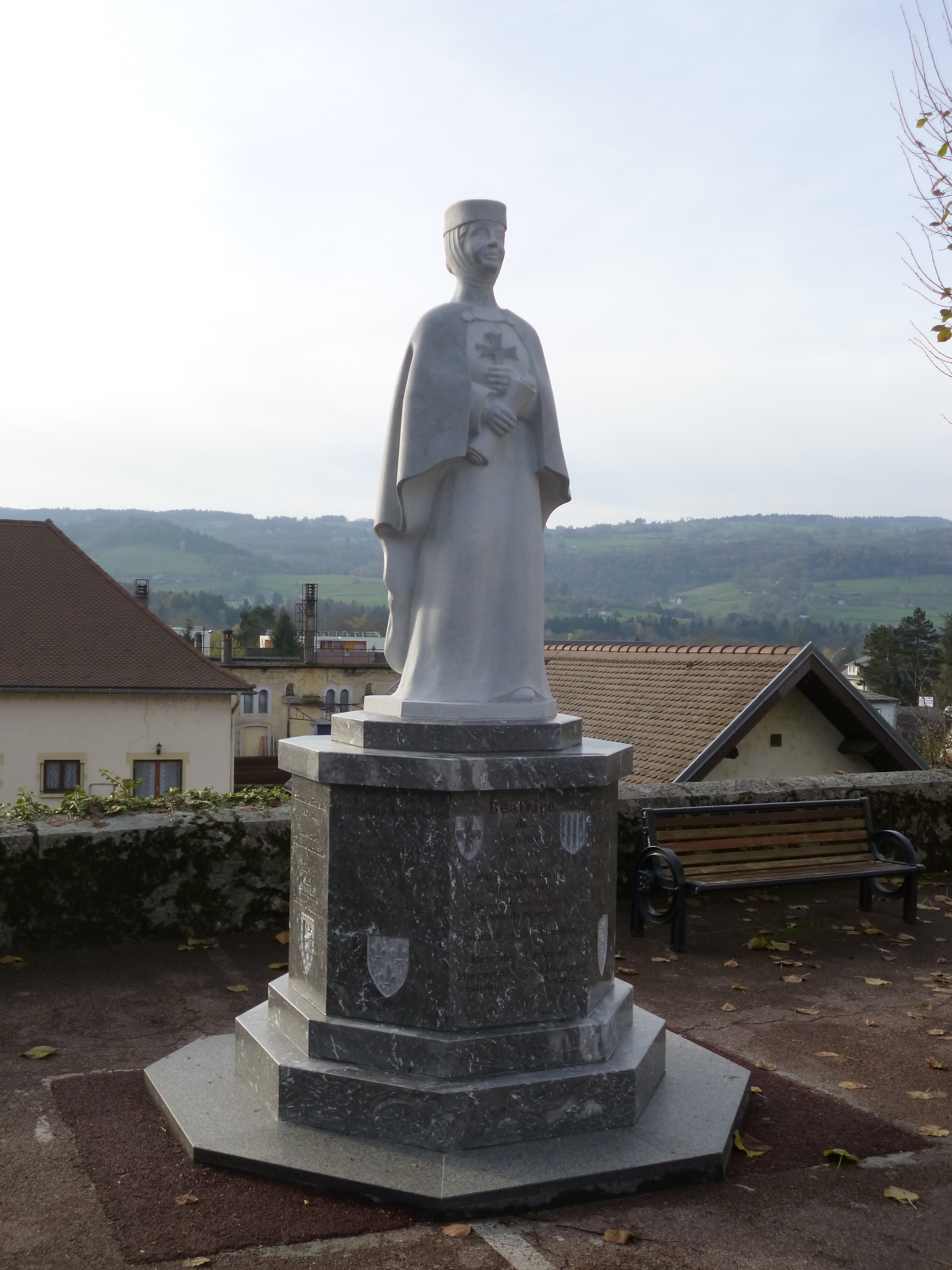
Statue de Béatrice de Savoie, aux Échelles.

À la suite de la mort de son époux, le comte Raimond Bérenger IV, en 1245, elle se retire dans son douaire, le château du Menuet des Échelles, qu'elle a reçu en apanage. Elle fait agrandir le château et perpétue l'accueil d'une cour.
En 1260, dans son premier testament, puis en 1264, dans un second testament, elle fait don de son domaine aux Hospitaliers de l'ordre de Saint-Jean de Jérusalem, qui établissent une commanderie,,. Au château est adjoint le prieuré qui fut fondé par le premier Humbertien. Ainsi qu'une somme de 3 000 livres tournois afin de construire un hôpital pour les pauvres dans le lieu.

### Mort et sépulture
Béatrice de Savoie meurt dans son château du Menuet, en 1265, peut-être 1266 ou 1267,,. Le site Foundation for Medieval Genealogy propose les deux années, précisant en décembre 1266 ou le 4 janvier 1267.
Sa sépulture se trouve, selon sa volonté, dans la chapelle du château,. Ses quatre filles lui font édifier un mausolée,. Ce dernier est détruit au XVIe siècle, puis au cours de la période révolutionnaire,. Seul son crâne est conservé et est transféré, en tant que membre de la maison de Savoie, en l'abbaye d'Hautecombe,. Il est installé dans le mausolée de son frère, le bienheureux Boniface.

## Famille

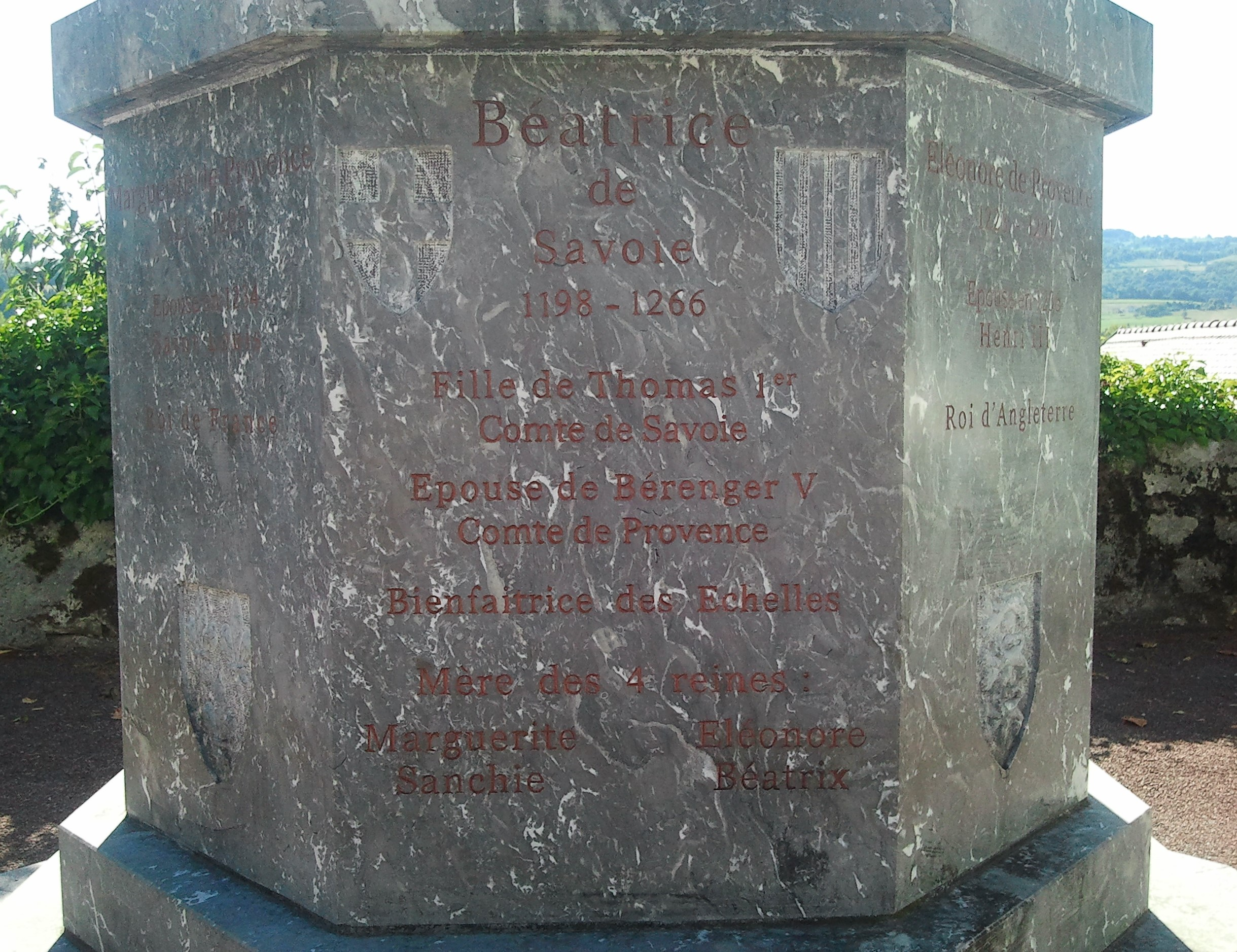
Monument Béatrice de Savoie aux Échelles.

Béatrice épouse le 5 juin 1219 le comte Raimond Bérenger IV de Provence. Ils ont quatre filles, qui deviendront toutes reines, :
- Marguerite (1221-1295), reine de France (1234-1270) par mariage, ∞ 1234 : Louis IX (1214-1270), roi de France (1226-1270)[23] ;
- Éléonore (1223-1291), reine d'Angleterre (1236-1272) par mariage, ∞ 1236 : Henri III (1207-1272), roi d'Angleterre (1216-1272)[24] ;
- Sancie (1228-1261), comtesse de Cornouailles (1243-1261) par mariage, ∞ 1243 : Richard de Cornouailles (1209-1272), comte de Cornouailles (1227-1272) et roi des Romains (1257-1272)[25] ;
- Béatrice (1229-1267), comtesse de Provence (1246-1267) et comtesse de Forcalquier, ∞ 1246 : Charles Ier d'Anjou (1227-1285), comte d'Anjou et du Maine (1246-1285), roi de Sicile (incluant Naples) (1266-1282) puis roi de Naples (1282-1285) – comte de Provence et de Forcalquier (1246-1267) par mariage, il portera ces titres jusqu'à sa mort[26].

## Postérité
Plusieurs rues lui sont consacrées dans le département de la Savoie (La Motte-Servolex, Challes-les-Eaux), et aux Échelles un EHPAD et un collège portent son nom.
Le Conseil départemental de la Savoie remet chaque année, depuis 1971, le « Trophée Culture. Prix Béatrice de Savoie », à des initiatives culturelles contribuant au rayonnement culturel et artistique de la Savoie.
En juillet 2016, une statue est érigée en son nom sur la commune des Échelles. Cette statue est décapitée et sa tête dérobée dans la nuit du 30 au 31 octobre 2023. Retrouvée quelques jours plus tard, après un travail de restauration, la statue retrouve sa tête un octobre 2024.